# Guinnessova knjiga rekordov
‎
Guinnessova knjiga rekordov (angleško Guinness World Records) je  med najbolj prodajanimi knjigami na svetu. Vsebuje različne rekorde, za katere pred vpisom izdajo tudi certifikat. Ustanovil jo je sir Hugh Beaver, direktor pivovarne Guinness.

## Gamer's Edition
Leta 2008 je Guinness World Records izdal svojo igralsko izdajo, ki ohranja priljubljene video igre, šifre in podvige v povezavi z Twin Galaxies. Igralska izdaja vsebuje 258 strani, več kot 1236 svetovnih rekordov, povezanih z video igricami in štiri intervjuje, vključno z enim ustanoviteljem Twin Galaxiesja Walterjem. Najnovejša izdaja je Guinnessova rekordna Gamerska izdaja, 2019, ki je bila izdana 6. septembra 2018.